# Кубок УЄФА 2008—2009

Регіони на мапі

Кубок УЄФА 2008—2009 — 38-ий футбольний турнір Кубка УЄФА. Фінал відбувся на стадіоні «Шюкрю Сараджоглу» в Стамбулі (Туреччина) 20 травня 2009 року. Цей сезон — останній, що проводився в поточному форматі. З наступного сезону турнір отримав назву Ліга Європи УЄФА.

## Кваліфікація
У Кубку УЄФА 2008—2009 взяло участь 157 команд із 53 асоціацій УЄФА: 119 пробилися напряму, три найкращих клуби за рейтингом Fair Play, а також 35 команд з Кубка Інтертото та Ліги Чемпіонів. Країни отримали право представити певну кількість команд відповідно до їх коефіцієнтів УЄФА. З внутрішніх змагань (кубків та чемпіонатів) асоціація може кваліфікувати до чотирьох команд.
Нижче подано схему кваліфікації команд від асоціацій до Кубку УЄФА 2008—2009:
- асоціації 1-6 (Іспанія, Англія, Італія, Франція, Німеччина і Португалія) отримали по 3 команди
- асоціації 7-8 (Румунія і Нідерланди) отримали по 4 команди
- асоціації 9-15 (Росія, Шотландія, Україна, Бельгія, Чехія, Туреччина і Греція) отримали по 2 команди
- асоціації 16-21 (Швейцарія, Болгарія, Норвегія, Данія, Австрія і Сербія) отримали по 3 команди
- асоціації 22-53 отримали по 2 команди, за винятком Ліхтенштейну (38), Андорри (51) і Сан-Марино (52), що представлені 1 командою від кожної;

окрім них до Кубка пройшли
- 3 найкращих клуби за рейтингом UEFA Fair Play
- 11 переможців Кубка Інтертото 2008
- 16 команд, що вибули з третього кваліфікаційного раунду Ліги чемпіонів УЄФА 2008—2009
- 8 команд, що посіли треті місця в груповому етапі Ліги чемпіонів УЄФА 2008—2009

Перший кваліфікаційний раунд: (74 команди)
- 33 команди-чемпіони асоціацій 21-53
- 32 команди, що посіли другі місця, з асоціацій 19-37, 39-50 і 53
- 6 команд, що посіли треті місця, з асоціацій 16-21
- 3 найкращих клуби за рейтингом UEFA Fair Play

Другий кваліфікаційний раунд: (64 команди)
- 37 переможців першого кваліфікаційного раунду
- 6 команд-чемпіонів асоціацій 15-20
- 7 команд, що посіли треті місця, з асоціацій 9-15
- 3 команди, що посіли другі місця, з асоціацій 16-18
- 11 команд-переможців Кубка Інтертото 2008

Перший раунд: (80 команд)
- 32 переможці другого кваліфікаційного раунду
- 14 переможців кубків з асоціацій 1-14
- 2 команд, що посіли треті місця, з асоціацій 7-8
- 5 команд, що посіли четверті місця, з асоціацій 4-8
- 7 команд, що посіли п'яті місця, з асоціацій 1-3, 5-8
- 2 команди, що посіли шості місця, з асоціацій 1-2
- 2 команди-переможці Кубка ліги з асоціацій 3-4
- 16 команд, що вибули з третього кваліфікаційного раунду Ліги Чемпіонів УЄФА

Груповий етап: (40 команд)
- 40 переможців першого раунду

Плей-оф: (32 команди)
- 24 команди, що посіли 1—3 місця в груповому етапі
- 8 команд, що зайняли третє місце в груповому етапі Ліги чемпіонів УЄФА 2008—2009

| 1/16 фіналу                  | 1/16 фіналу          | 1/16 фіналу        | 1/16 фіналу         |
| ---------------------------- | -------------------- | ------------------ | ------------------- |
| Фіорентина1                  | Марсель1             | Зеніт1             | Динамо1             |
| Бордо1                       | Вердер1              | Шахтар1            | Ольборг1            |
| Перший раунд                 |                      |                    |                     |
| Валенсія                     | Гамбург              | Геренвен           | Стандард2           |
| Севілья                      | Вольфсбург           | НЕК Неймеген       | Славія Прага2       |
| Расінг Сантандер             | Борусія Дортмунд     | ЦСКА Москва        | Галатасарай2        |
| Портсмут                     | Бенфіка              | Мотервелл          | Олімпіакос2         |
| Евертон                      | Марітіму             | Металіст           | Левскі2             |
| Тоттенгем Готспур            | Віторія Сетубал      | Брюгге             | Спарта Прага2       |
| Мілан                        | Рапід Бухарест       | Банік Острава      | Бранн2              |
| Сампдорія                    | Динамо Бухарест      | Кайсеріспор3       | Партизан Белград2   |
| Удінезе                      | Уніря                | Шальке2            | Вісла Краків2       |
| Нансі                        | Тимішоара            | Віторія Гімарайнш2 | Артмедія Петржалка2 |
| Сент-Етьєнн                  | Фейєноорд            | Твенте2            | Динамо Загреб2      |
| ПСЖ                          | Аякс                 | Спартак Москва2    | Каунас2             |
| Другий кваліфікаційний раунд |                      |                    |                     |
| ФК Москва                    | Аріс                 | Маккабі Нетанья3   | Брага4              |
| Квін оф зе Саут              | Літекс               | Црвена Звезда3     | Васлуй4             |
| Дніпро                       | Локомотив Софія      | Депортіво4         | Грассхопперс4       |
| Гент                         | Янг Бойз             | Астон Вілла4       | Русенборг4          |
| Слован Ліберець              | Цюрих                | Наполі4            | Штурм4              |
| Бешикташ                     | Ліллестрем           | Ренн4              | Ельфсборг4          |
| АЕК                          | Стабек               | Штутгарт4          |                     |
| Перший кваліфікаційний раунд |                      |                    |                     |
| Черно море                   | Хайдук               | Зестапоні          | Шахтар Караганда    |
| Беллінцона                   | АПОЕЛ                | ВІТ Джорджія       | Гленторан           |
| Вікінг                       | Омонія               | Вадуц              | Кліфтонвілль        |
| Хапоель Кір'ят-Шмона         | Кальмар              | Мілано             | Бангор Сіті         |
| Хапоель Тель-Авів            | Юргорден             | Пелістер           | ТНС                 |
| Воєводина                    | Інтерблок            | ФГ                 | ЕБ/Стреймур         |
| Борац                        | Копер                | Акранес            | Б36 Торсгавн        |
| Брондбю                      | Зрінські             | МТЗ-РІПО           | Гревенмахер         |
| Мідтьюлланд                  | Широки Брієг         | Гомель             | Расінг Люксембург   |
| ФК Копенгаген                | Металургс Лієпая     | Влазнія            | Біркіркара          |
| Ред Булл Зальцбург           | Олімпс               | Партізані          | Марсашлокк          |
| Аустрія                      | Судува               | Флора              | Сан-Жуліа           |
| Легія                        | Ветра                | ТВМК               | Ювенес-Догана       |
| Лех                          | Хака                 | Арарат Єреван      | Могрен              |
| Дьйор                        | Хонка                | Бананц             | Зета                |
| Дебрецен                     | Дачія Кишинів        | Хазар-Ленкорань    | Манчестер Сіті      |
| Жиліна                       | Ністру Атаки         | Олімпік Баку       | Нордшелланд         |
| Спартак Трнава               | Корк Сіті            | Тобол              | Герта               |
| Славен                       | Сент-Патрікс Атлетік |                    |                     |

- Прим. 1:  Команди, що зайняли третє місце в груповому етапі Ліги чемпіонів УЄФА 2008—2009
- Прим. 2:  Команди, що вибули з третього кваліфікаційного раунду Ліги Чемпіонів УЄФА
- Прим. 3:  Moved up from the lower qualifying round due to the Title Holder entry not being used.
- Прим. 4:  Переможці третього раундуКубка Інтертото

## Дати жеребкувань і матчів
Календар показує дати жеребкувань і матчів.
| Дата              | Подія                                        | Дата            | Подія                                         |
| ----------------- | -------------------------------------------- | --------------- | --------------------------------------------- |
| 1 липня 2008      | Жеребкування першого кваліфікаційного раунду | 17 грудня 2008  | Груповий етап, 5-й ігровий день               |
| 17 липня 2008     | Перший кваліфікаційний раунд, перший матч    | 18 грудня 2008  | Груповий етап, 5-й ігровий день               |
| 31 липня 2008     | Перший кваліфікаційний раунд, другий матч    | 19 грудня 2008  | Жеребкування 1/16 і 1/8 фіналу                |
| 1 серпня 2008     | Жеребкування другого кваліфікаційного раунду | 18 лютого 2009  | 1/16 фіналу, перший матч                      |
| 14 серпня 2008    | Другий кваліфікаційний раунд, перший матч    | 19 лютого 2009  | 1/16 фіналу, перший матч                      |
| 28 серпня 2008    | Другий кваліфікаційний раунд, другий матч    | 26 лютого 2009  | 1/16 фіналу, другий матч                      |
| 29 серпня 2008    | Жеребкування першого раунду                  | 12 березня 2009 | 1/8 фіналу, перший матч                       |
| 18 вересня 2008   | Перший раунд, перший матч                    | 18 березня 2009 | 1/8 фіналу, другий матч                       |
| 2 жовтня 2008     | Перший раунд, другий матч                    | 19 березня 2009 | 1/8 фіналу, другий матч                       |
| 7 жовтня 2008     | Жеребкування групового етапу                 | 20 березня 2009 | Жеребкування чвертьфіналу, півфіналу і фіналу |
| 23 жовтня 2008    | Груповий етап, перший матч                   | 9 квітня 2009   | Чвертьфінал, перший матч                      |
| 6 листопада 2008  | Груповий етап, другий матч                   | 16 квітня 2009  | Чвертьфінал, другий матч                      |
| 27 листопада 2008 | Груповий етап, 3-й ігровий день              | 30 квітня 2009  | Півфінал, перший матч                         |
| 3 грудня 2008     | Груповий етап, 4-й ігровий день              | 7 травня 2009   | Півфінал, другий матч                         |
| 4 грудня 2008     | Груповий етап, 4-й ігровий день              | 20 травня 2009  | Фінал у Стамбулі, Туреччина                   |

## Кваліфікаційні раунди

### Перший кваліфікаційний раунд
Жеребкування першого кваліфікаційного раунду пройшло у швейцарському Ньйоні 1 липня 2008. Перші матчі відбулися 17 липня 2008, другі — 31 липня 2008, за винятком матчу Нордшелланд — ТВМК, що відбувся 29 липня 2008.
| Команда 1                          | Заг.                               | Команда 2                          | 1-й матч                           | 2-й матч                           |
| Південно-Середземноморський регіон | Південно-Середземноморський регіон | Південно-Середземноморський регіон | Південно-Середземноморський регіон | Південно-Середземноморський регіон |
| ---------------------------------- | ---------------------------------- | ---------------------------------- | ---------------------------------- | ---------------------------------- |
| Черно море                         | 9:0                                | Сан-Жуліа                          | 4:0                                | 5:0                                |
| Пелістер                           | 0:1                                | АПОЕЛ                              | 0:0                                | 0:1                                |
| Вадуц                              | 1:5                                | Зриньські                          | 1:2                                | 0:3                                |
| Широкі Брієг                       | 3:1                                | Партізані                          | 0:0                                | 3:1                                |
| Хапоель (Кір'ят-Шмона)             | 4:1                                | Могрен                             | 1:1                                | 3:0                                |
| Копер                              | 1:2                                | Влазнія                            | 1:2                                | 0:0                                |
| Зета                               | 1:2                                | Інтерблок                          | 1:1                                | 0:1                                |
| Хапоель ТА                         | 5:0                                | Ювенес-Догана                      | 3:0                                | 2:0                                |
| Хайдук                             | 7:0                                | Біркіркара                         | 4:0                                | 3:0                                |
| Омонія                             | 4:1                                | Мілано                             | 2:0                                | 2:1                                |
| Марсакслокк                        | 0:8                                | Славен Белупо                      | 0:4                                | 0:4                                |
| Центрально-східний регіон          |                                    |                                    |                                    |                                    |
| Ред Булл Зальцбург                 | 10:0                               | Бананц                             | 7:0                                | 3:0                                |
| Дьйор                              | 3:2                                | Зестапоні                          | 1:1                                | 2:1                                |
| Арарат                             | 1:4                                | Беллінцона                         | 0:1                                | 1:3                                |
| Дачія                              | 2:4                                | Борац                              | 1:1                                | 1:35                               |
| Тобол                              | 1:2                                | Аустрія                            | 1:0                                | 0:2                                |
| Герта                              | 8:1                                | Ністру                             | 8:16                               | 0:07                               |
| Хазар-Ленкорань                    | 1:5                                | Лех                                | 0:1                                | 1:4                                |
| Легія                              | 4:1                                | ФК Гомель                          | 0:0                                | 4:1                                |
| Спартак                            | 2:3                                | ВІТ Джорджія                       | 2:2                                | 0:1                                |
| МТЗ-РІПО                           | 2:3                                | Жиліна                             | 2:2                                | 0:1                                |
| Шахтар                             | 1:2                                | Дебрецен                           | 1:1                                | 0:1                                |
| Воєводина                          | 2:1                                | Олімпік                            | 1:0                                | 1:1                                |
| Північний регіон                   |                                    |                                    |                                    |                                    |
| ФГ                                 | 8:3                                | Гревенмахер                        | 3:2                                | 5:1                                |
| Ветра                              | 1:2                                | Вікінг                             | 1:0                                | 0:2                                |
| Расінг                             | 1:10                               | Кальмар                            | 0:3                                | 1:7                                |
| Хонка                              | 4:2                                | Акранес                            | 3:0                                | 1:2                                |
| Гленторан                          | 1:3                                | Металургс                          | 1:1                                | 0:2                                |
| Брондбю                            | 3:0                                | Б36 Торсгавн                       | 1:0                                | 2:0                                |
| ТВМК                               | 0:8                                | Нордшелланд                        | 0:3                                | 0:5                                |
| ЕБ                                 | 0:4                                | Манчестер Сіті                     | 0:28                               | 0:29                               |
| Олімпс                             | 0:3                                | Сент-Патрікс Атлетік               | 0:1                                | 0:2                                |
| Юргорден                           | 2:2                                | Флора                              | 0:010                              | 2:2                                |
| Судува                             | 2:0                                | ТНС                                | 1:0                                | 1:0                                |
| Кліфтонвілль                       | 0:11                               | ФК Копенгаген                      | 0:4                                | 0:7                                |
| Корк Сіті                          | 2:6                                | Хака                               | 2:2                                | 0:4                                |
| Бангор Сіті                        | 1:1011                             | Мідтьюлланд                        | 0:4                                | 1:612                              |

- Прим. 5:  Грали на стадіоні в Смедерево оскільки домашня арена клубу Борац не відповідала вимогам УЄФА.
- Прим. 6:  Грали в Берліні на стадіоні Фрідріх Людвін Ян Спортпарк, оскільки Олімпіаштадіон був зайнятий іншим заходом.[11]
- Прим. 7:  Грали в Кишиневі на стадіоні Зімбру оскільки домашня арена команди Ністру Атаки не відповідала вимогам УЄФА.
- Прим. 8:  Грали на стадіоні Торсволлюр оскільки домашня арена команди ЕБ/Стреймур не відповідала вимогам УЄФА.
- Прим. 9:  Манчестер Сіті проводили домашню гру на стадіоні клубу Барнслі, оскільки трав'яне покриття домашньої арени потребувало відновлення після концерту Bon Jovi.[12]
- Прим. 10:  Грали на стадіоні Расунда, тому що домашній стадіон клубу Юргаденне відповідав вимогам УЄФА.
- Прим. 11:  Згідно з жеребкуванням команда Мідтьюлланд повинна була грати першу гру дома, але порядок ігор було змінено.
- Прим. 12:  Команда Бангор Сіті проводила домашній матч на стадіоні команди Врексем через невідповіднісь власної арени вимогам УЄФА.

При жеребкуванні першого кваліфікаційного раунду команди кожного регіону були розподілені на два кошики відповідно до коефіцієнтів УЄФА. До кошика із слабшими командами віднесли учасників із асоціацій 34—53, а також Ветраз Литви (33 місце в таблиці коефіцієнтів УЄФА). До іншого кошика потрапили команди з асоціацій  1—32, а також Судува з Литви та ФГ (який займав 209 місце в клубному рейтингу).
Три із 37 поєдинків було виграно командами з нижчим рейтингом асоціацій: ВІТ Джорджія (Грузія, 38 місце) виграла у Спартак Трнава (Словаччина, 24), Влазнія (Албанія, 43) — у Копер (Словенія, 29) та Сент-Патрікс Атлетік (Ірландія, 35) — у  Олімпс (Латвія, 31).

### Другий кваліфікаційний раунд
Жеребкування другого кваліфікаційного раунду відбулося у Ньйоні, Швейцарія, 1 липня 2008,. В жеребкуванні брали участь 16 команд, що кваліфікувались безпосередньо в другий раунд, 37 переможців попереднього кваліфікаційного раунду та 11 команд, що зайняли найкращі місця в Кубку Інтертото 2008. Перші матчі відбулися 14 серпня 2008, а другі — 28 серпня 2008.
Оскільки кількість команд, що брали участь у другому кваліфікаційному раунді, в Центрально-східній та Північній групах була непарною, УЄФА перемістило Ренн з Центрально-східної в Північну групу. Крім цього Металургс Лієпая та Судува були переміщені із Північної групи в Центрально-східну, Васлуй та Інтерблок — із Південно-Середземноморської в Центрально-східну групу.
| Команда 1                          | Заг.                               | Команда 2                          | 1-й матч                           | 2-й матч                           |
| Південно-Середземноморський регіон | Південно-Середземноморський регіон | Південно-Середземноморський регіон | Південно-Середземноморський регіон | Південно-Середземноморський регіон |
| ---------------------------------- | ---------------------------------- | ---------------------------------- | ---------------------------------- | ---------------------------------- |
| Широки Брієг                       | 1:6                                | Бешикташ                           | 1:2                                | 0:4                                |
| Брага                              | 3:0                                | Зрінські                           | 1:0                                | 2:0                                |
| Борац                              | 2:1                                | Локомотив Софія                    | 1:013                              | 1:1                                |
| Воєводина                          | 0:3                                | Хапоель Тель-Авів                  | 0:0                                | 0:3                                |
| Аріс                               | 1:2                                | Славен Белупо                      | 1:0                                | 0:2                                |
| Літекс                             | 2:1                                | Хапоель (Кір'ят-Шмона)             | 0:0                                | 2:1                                |
| Депортіво                          | 2:0                                | Хайдук                             | 0:0                                | 2:0                                |
| АПОЕЛ                              | 5:5                                | Црвена Звезда                      | 2:2                                | 3:3                                |
| Влазнія                            | 0:8                                | Наполі                             | 0:3                                | 0:5                                |
| Маккабі Нетанья                    | 1:3                                | Черно море                         | 1:1                                | 0:2                                |
| АЕК                                | 2:314                              | Омонія                             | 0:1                                | 2:2                                |
| Центрально-східний регіон          |                                    |                                    |                                    |                                    |
| Металургс Лієпая                   | 1:5                                | Васлуй                             | 0:2                                | 1:3                                |
| Цюрих                              | 2:2 (4:2 п)                        | Штурм                              | 1:1                                | 1:1                                |
| Штутгарт                           | 6:2                                | Дьйор                              | 2:1                                | 4:1                                |
| Лех                                | 6:0                                | Грассхопперс                       | 6:0                                | 0:015                              |
| Слован (Ліберець)                  | 2:4                                | Жиліна                             | 1:2                                | 1:2                                |
| ВІТ Джорджія                       | 0:2                                | Аустрія                            | відмінено16                        | 0:2                                |
| Янг Бойз                           | 7:3                                | Дебрецен                           | 4:1                                | 3:2                                |
| Легія                              | 1:4                                | ФК Москва                          | 1:2                                | 0:2                                |
| Дніпро                             | 4:4                                | Беллінцона                         | 3:2                                | 1:217                              |
| Інтерблок                          | 0:3                                | Герта                              | 0:218                              | 0:119                              |
| Судува                             | 2:4                                | Ред Булл Зальцбург                 | 1:4                                | 1:0                                |
| Північний регіон                   |                                    |                                    |                                    |                                    |
| Юргорден                           | 2:6                                | Русенборг                          | 2:120                              | 0:5                                |
| Квін оф зе Саут                    | 2:4                                | Нордшелланд                        | 1:2                                | 1:2                                |
| Гент                               | 2:5                                | Кальмар                            | 2:1                                | 0:4                                |
| Манчестер Сіті                     | 1:1 (4:2 п)                        | Мідтьюлланд                        | 0:1                                | 1:0                                |
| Хонка                              | 2:1                                | Вікінг                             | 0:0                                | 2:1                                |
| Хака                               | 0:6                                | Брондбю                            | 0:4                                | 0:2                                |
| Стабек                             | 2:3                                | Ренн                               | 2:1                                | 0:2                                |
| ФК Копенгаген                      | 7:3                                | Ліллестрем                         | 3:1                                | 4:2                                |
| Ельфсборг                          | 3:4                                | Сент-Патрікс Атлетік               | 2:2                                | 1:2                                |
| ФГ                                 | 2:521                              | Астон Вілла                        | 1:4                                | 1:1                                |

- Прим. 13:  Грали на стадіоні в Смедерево оскільки домашня арена клубу Борац не відповідала вимогам УЄФА.
- Прим. 14:  Порядок матчів було змінено оскільки клуб АПОЕЛ проводив свій матч на стадіоні Омонії в цей самий день.
- Прим. 15:  Матч-відповідь проводився на стадіоні в Санкт-Галлені, оскільки на домашній арені Грассхопперс проходив етап Золотої ліги ІААФ
- Прим. 16:  З міркувань безпеки через  конфлікт в Грузії УЄФА вирішило скасувати перший матч. Переможця визначили за результатами одного матчу у Відні.[14]
- Прим. 17:  Грали на стадіоні в Лугано оскільки арена в Беллінцоні не відповідав вимогам УЄФА.
- Прим. 18:  Грали на стадіоні в Целе оскільки домашня арена клубу Інтерблок в Любляні не відповідала вимогам УЄФА.
- Прим. 19:  Грали на стадіоні Фрідріх Людвін Ян Спортпарк оскільки на домашньому стадіоні Герти Олімпіаштадіон проходив концерт Мадонни.
- Прим. 20:  Грали на стадіоні Расунда, тому що домашній стадіон клубу Юргаден не відповідав вимогам УЄФА.
- Прим. 21:  Порядок матчів було змінено за згодою обох клубів.[15]

Під час жеребкування другого кваліфікаційного раунду команди в кожному із регіонів були розподілені на дві групи відповідно до коефіцієнтів УЄФА. До «сіяних» команд віднесли клуби, які займали  місця вищі 176, а також клуби з асоціацій 1—15 (чи 17 в Південно-Середземноморському регіоні).
12 із 32 поєдинків було виграно «не сіяними» командами. Командами, що програли слабшим по рейтингу суперникам були: АЕК, Дніпро, Аріс, Црвена Звезда, Грассхопперс, Слован Ліберець, Вікінг, Локомотив Софія, Ельфсборг, Гент, Квін оф зе Саут та Дебрецен.

## Перший раунд
Брали участь 32 команди, які кваліфікувались в перший раунд, 32 переможці попереднього раунду та 16 команд, що вибули з третього кваліфікаційного раунду Ліги Чемпіонів УЄФА. 80 команд було поділено на 8 груп по 10 команд: 5 «сіяних» та 5 «не сіяних». Основою для жеребкування був клубний рейтинг УЄФА з одним винятком: команди з однієї країни не можуть грати в одній групі. Команди, які займали 108 чи вище місце в клубному рейтингу УЄФА, а також Команди із Англії та Іспанії, відносили до «сіяних».
Жеребкування провів Генеральний секретар УЄФА Девід Тейлор у п'ятницю, 29 серпня 2008 року о 13:00 (СЕТ) в Монако. Матчі були зіграні 18 вересня і 2 жовтня 2008 року.
| Команда 1           | Заг.      | Команда 2            | 1-й матч | 2-й матч |
| Група 1             | Група 1   | Група 1              | Група 1  | Група 1  |
| ------------------- | --------- | -------------------- | -------- | -------- |
| Мілан               | 4:1       | Цюрих                | 3:1      | 1:0      |
| Тимішоара           | 1:3       | Партизан Белград     | 1:2      | 0:1      |
| Герта               | 2:0       | Сент-Патрікс Атлетік | 2:0      | 0:0      |
| Банік (Острава)     | 1:2       | Спартак (Москва)     | 0:1      | 1:1      |
| Бешікташ            | 2:422     | Металіст             | 1:0      | 1:4      |
| Група 2             |           |                      |          |          |
| Портсмут            | 4:2       | Віторія Гімарайнш    | 2:0      | 2:2      |
| Кайсеріспор         | 1:2       | ПСЖ                  | 1:2      | 0:0      |
| Севілья             | 4:0       | Ред Булл             | 2:0      | 2:0      |
| Вольфсбург          | 2:1       | Рапід (Бухарест)     | 1:0      | 1:1      |
| Сампдорія           | 7:1       | Каунас               | 5:0      | 2:1      |
| Група 3             |           |                      |          |          |
| Марітіму            | 1:3       | Валенсія             | 0:1      | 1:2      |
| Динамо (Загреб)     | 3:3       | Спарта               | 0:0      | 3:3      |
| Омонія              | 2:423     | Манчестер Сіті       | 1:2      | 1:2      |
| Янг Бойз            | 2:4       | Брюгге               | 2:2      | 0:2      |
| Нансі               | 3:0       | Мотервелл            | 1:0      | 2:0      |
| Група 4             |           |                      |          |          |
| Евертон             | 3:4       | Стандард             | 2:2      | 1:2      |
| Наполі              | 3:4       | Бенфіка              | 3:2      | 0:2      |
| Беллінцона          | 4:6       | Галатасарай          | 3:4      | 1:2      |
| Неймеген            | 1:0       | Динамо (Бухарест)    | 1:0      | 0:0      |
| Расінг              | 2:0       | Хонка                | 1:0      | 1:0      |
| Група 5             |           |                      |          |          |
| АПОЕЛ               | 2:5       | Шальке               | 1:4      | 1:1      |
| Літекс              | 2:4       | Астон Вілла          | 1:3      | 1:1      |
| Аустрія             | 4:5       | Лех                  | 2:1      | 2:4      |
| Віторія Сетубал     | 3:6       | Геренвен             | 1:124    | 2:5      |
| Бранн               | 2:2(2:3п) | Депортіво            | 2:0      | 0:2      |
| Група 6             |           |                      |          |          |
| Славія              | 1:1       | Васлуй               | 0:0      | 1:1      |
| Славен Белупо       | 1:3       | ЦСКА (Москва)        | 1:2      | 0:1      |
| Брондбю             | 3:5       | Русенборг            | 1:2      | 2:3      |
| Черно море          | 3:4       | Штутгарт             | 1:2      | 2:2      |
| Ренн                | 2:2       | Твенте               | 2:1      | 0:1      |
| Група 7             |           |                      |          |          |
| Борац               | 1:622     | Аякс                 | 1:4      | 0:2      |
| Тоттенгем Готспур   | 3:2       | Вісла (Краків)       | 2:1      | 1:1      |
| Москва              | 2:325     | Копенгаген           | 1:2      | 1:1      |
| Жиліна              | 2:1       | Левскі               | 1:1      | 1:0      |
| Борусія (Дортмунд)  | 2:2(3:4п) | Удінезе              | 0:2      | 2:0      |
| Група 8             |           |                      |          |          |
| Брага               | 6:0       | Артмедіа             | 4:0      | 2:0      |
| Феєнорд             | 2:2       | Кальмар              | 0:1      | 2:1      |
| Гамбург             | 2:0       | Уніря                | 0:0      | 2:0      |
| Хапоель (Тель-Авів) | 2:4       | Сент-Етьєнн          | 1:2      | 1:2      |
| Нордшелланд         | 0:7       | Олімпіакос           | 0:2      | 0:5      |

- Прим. 22:  Порядок матчів було змінено.
- Прим. 23:  Омонія.
- Прим. 24:  Грали на стадіоні Алваладе XXI, оскільки домашня арена клубу Віторія Сетубал не відповідала вимогам УЄФА.
- Прим. 25:  Оскільки команда Спартак Москва згідно з жеребкуванням також проводила свій матч в Москві цього ж дня, порядок матчів було змінено.

## Груповий етап
Жеребкування групового етапу Кубока УЄФА 2008—2009 пройшло в штабквартиры УЄФА в Ньйоні, Швейцарія, 7 жовтня 2008 року. 40 команд були розділені на 5 кошиків відповідно до їх коефіцієнтів УЄФА. Вісім команд з найвищим рейтингом були поміщені до першого кошику, наступні вісім до другого і так далі. По одній команді з кожного кошику склали групи, при цьому команди з однієї країни не могли входити до однієї групи.

#### Критерії виходу при однаковій кількості очок
На основі абзацу 6.06 правил УЄФА поточного сезону, якщо дві або більше команд здобудуть рівну кількість очок в змаганнях на груповій стадії, для визначення тих, хто просувається далі, будуть застосовані такі критерії:
1. краща різниця забитих та пропущених голів;
2. більша кількість забитих голів;
3. більша кількість голів забитих у виїзних матчах;
4. більша кількість перемог;
5. більша кількість перемог на виїзді;
6. більший коефіцієнт клубу і його асоціації за останні п'ять сезонів.

| М  | Команда          | І | В | Н | П | МЗ | МП | РМ | О |
| -- | ---------------- | - | - | - | - | -- | -- | -- | - |
| 1. | Манчестер Сіті   | 4 | 2 | 1 | 1 | 6  | 5  | +1 | 7 |
| 2. | Твенте           | 4 | 2 | 0 | 2 | 5  | 8  | −3 | 6 |
| 3. | ПСЖ              | 4 | 1 | 2 | 1 | 7  | 5  | +2 | 5 |
| 4. | Расінг Сантандер | 4 | 1 | 2 | 1 | 6  | 5  | +1 | 5 |
| 5. | Шальке           | 4 | 1 | 1 | 2 | 5  | 6  | −1 | 4 |

| 23 жовтня 2008    |     |                  |
| Твенте            | 1:0 | Расінг Сантандер |
| Шальке            | 3:1 | ПСЖ              |
| 6 листопада 2008  |     |                  |
| Расінг Сантандер  | 1:1 | Шальке           |
| Манчестер Сіті    | 3:2 | Твенте           |
| 27 листопада 2008 |     |                  |
| ПСЖ               | 2:2 | Расінг Сантандер |
| Шальке            | 0:2 | Манчестер Сіті   |
| 3 грудня 2008     |     |                  |
| Манчестер Сіті    | 0:0 | ПСЖ              |
| Твенте            | 2:1 | Шальке           |
| 18 грудня 2008    |     |                  |
| ПСЖ               | 4:0 | Твенте           |
| Расінг Сантандер  | 3:1 | Манчестер Сіті   |

| М  | Команда     | І | В | Н | П | МЗ | МП | РМ | О  |
| -- | ----------- | - | - | - | - | -- | -- | -- | -- |
| 1. | Металіст    | 4 | 3 | 1 | 0 | 3  | 0  | +3 | 10 |
| 2. | Галатасарай | 4 | 3 | 0 | 1 | 4  | 1  | +3 | 9  |
| 3. | Олімпіакос  | 4 | 2 | 0 | 2 | 9  | 3  | +6 | 6  |
| 4. | Герта       | 4 | 0 | 2 | 2 | 1  | 6  | −5 | 2  |
| 5. | Бенфіка     | 4 | 0 | 1 | 3 | 2  | 9  | −7 | 1  |

| 23 жовтня 2008    |     |                 |
| Герта             | 1:1 | Бенфіка         |
| Галатасарай       | 1:0 | Олімпіакос      |
| 6 листопада 2008  |     |                 |
| Бенфіка           | 0:2 | Галатасарай     |
| Металіст          | 0:0 | Герта           |
| 27 листопада 2008 |     |                 |
| Олімпіакос        | 5:1 | Бенфіка         |
| Галатасарай       | 0:1 | Металіст Харків |
| 3 грудня 2008     |     |                 |
| Металіст          | 1:0 | Олімпіакос      |
| Герта             | 0:1 | Галатасарай     |
| 18 грудня 2008    |     |                 |
| Олімпіакос        | 4:0 | Герта           |
| Бенфіка           | 0:1 | Металіст        |

| М  | Команда          | І | В | Н | П | МЗ | МП | РМ | О |
| -- | ---------------- | - | - | - | - | -- | -- | -- | - |
| 1. | Стандард         | 4 | 3 | 0 | 1 | 5  | 3  | +2 | 9 |
| 2. | Штутгарт         | 4 | 2 | 1 | 1 | 6  | 3  | +3 | 7 |
| 3. | Сампдорія        | 5 | 2 | 1 | 2 | 4  | 5  | −1 | 7 |
| 4. | Севілья          | 4 | 2 | 0 | 2 | 5  | 2  | +3 | 6 |
| 5. | Партизан Белград | 4 | 0 | 0 | 4 | 1  | 8  | −7 | 0 |

| 23 жовтня 2008    |     |                  |
| Севілья           | 2:0 | Штутгарт         |
| Партизан Белград  | 1:2 | Сампдорія        |
| 6 листопада 2008  |     |                  |
| Штутгарт          | 2:0 | Партизан Белград |
| Стандард          | 1:0 | Севілья          |
| 27 листопада 2008 |     |                  |
| Сампдорія         | 1:1 | Штутгарт         |
| Партизан Белград  | 0:1 | Стандард         |
| 3 грудня 2008     |     |                  |
| Стандард          | 3:0 | Сампдорія        |
| Севілья           | 3:0 | Партизан Белград |
| 18 грудня 2008    |     |                  |
| Сампдорія         | 1:0 | Севілья          |
| Штутгарт          | 3:0 | Стандард         |

| М  | Команда        | І | В | Н | П | МЗ | МП | РМ | О |
| -- | -------------- | - | - | - | - | -- | -- | -- | - |
| 1. | Удінезе        | 4 | 3 | 0 | 1 | 6  | 4  | +2 | 9 |
| 2. | Тоттенгем      | 4 | 2 | 1 | 1 | 7  | 4  | +3 | 7 |
| 3. | НЕК Неймеген   | 4 | 2 | 0 | 2 | 6  | 5  | +1 | 6 |
| 4. | Спартак Москва | 4 | 1 | 1 | 2 | 5  | 6  | −1 | 4 |
| 5. | Динамо Загреб  | 4 | 1 | 0 | 3 | 4  | 9  | −5 | 3 |

| 23 жовтня 2008    |     |                   |
| Удінезе           | 2:0 | Тоттенгем Хотспур |
| Динамо Загреб     | 3:2 | НЕК Неймеген      |
| 6 листопада 2008  |     |                   |
| Тоттенгем Готспур | 4:0 | Динамо Загреб     |
| Спартак Москва    | 1:2 | Удінезе           |
| 27 листопада 2008 |     |                   |
| НЕК Неймеген      | 0:1 | Тоттенгем Готспур |
| Динамо Загреб     | 0:1 | Спартак Москва    |
| 3 грудня 2008     |     |                   |
| Спартак Москва    | 1:2 | НЕК Неймеген      |
| Удінезе           | 2:1 | Динамо Загреб     |
| 18 грудня 2008    |     |                   |
| НЕК Неймеген      | 2:0 | Удінезе           |
| Тоттенгем Готспур | 2:2 | Спартак Москва    |

| М  | Команда    | І | В | Н | П | МЗ | МП | РМ  | О  |
| -- | ---------- | - | - | - | - | -- | -- | --- | -- |
| 1. | Вольфсбург | 4 | 3 | 1 | 0 | 13 | 7  | +6  | 10 |
| 2. | Мілан      | 4 | 2 | 2 | 0 | 8  | 5  | +3  | 8  |
| 3. | Брага      | 4 | 2 | 0 | 2 | 7  | 5  | +2  | 6  |
| 4. | Портсмут   | 4 | 1 | 1 | 2 | 7  | 8  | −1  | 4  |
| 5. | Геренвен   | 4 | 0 | 0 | 4 | 3  | 13 | −10 | 0  |

| 23 жовтня 2008    |     |            |
| Геренвен          | 1:3 | Мілан      |
| Брага             | 3:0 | Портсмут   |
| 6 листопада 2008  |     |            |
| Мілан             | 1:0 | Брага      |
| Вольфсбург        | 5:1 | Геренвен   |
| 27 листопада 2008 |     |            |
| Портсмут          | 2:2 | Мілан      |
| Брага             | 2:3 | Вольфсбург |
| 4 грудня 2008     |     |            |
| Вольфсбург        | 3:2 | Портсмут   |
| Геренвен          | 1:2 | Брага      |
| 17 грудня 2008    |     |            |
| Портсмут          | 3:0 | Геренвен   |
| Мілан             | 2:2 | Вольфсбург |

| М  | Команда      | І | В | Н | П | МЗ | МП | РМ | О |
| -- | ------------ | - | - | - | - | -- | -- | -- | - |
| 1. | Гамбург      | 4 | 3 | 0 | 1 | 7  | 3  | +4 | 9 |
| 2. | Аякс         | 4 | 2 | 1 | 1 | 5  | 4  | +1 | 7 |
| 3. | Астон Вілла  | 4 | 2 | 0 | 2 | 5  | 6  | −1 | 6 |
| 4. | Жиліна       | 4 | 1 | 1 | 2 | 3  | 4  | −1 | 4 |
| 5. | Славія Прага | 4 | 0 | 2 | 2 | 2  | 5  | −3 | 2 |

| 23 жовтня 2008    |     |              |
| Астон Вілла       | 2:1 | Аякс         |
| Жиліна            | 1:2 | Гамбург      |
| 6 листопада 2008  |     |              |
| Аякс              | 1:0 | Жиліна       |
| Славія Прага      | 0:1 | Астон Вілла  |
| 27 листопада 2008 |     |              |
| Гамбург           | 0:1 | Аякс         |
| Жиліна            | 0:0 | Славія Прага |
| 4 грудня 2008     |     |              |
| Славія Прага      | 0:2 | Гамбург      |
| Астон Вілла       | 1:2 | Жиліна       |
| 17 грудня 2008    |     |              |
| Гамбург           | 3:1 | Астон Вілла  |
| Аякс              | 2:2 | Славія Прага |

| М  | Команда       | І | В | Н | П | МЗ | МП | РМ | О |
| -- | ------------- | - | - | - | - | -- | -- | -- | - |
| 1. | Сент-Етьєнн   | 4 | 2 | 2 | 0 | 9  | 4  | +5 | 8 |
| 2. | Валенсія      | 4 | 1 | 3 | 0 | 8  | 4  | +4 | 6 |
| 3. | ФК Копенгаген | 4 | 1 | 2 | 1 | 4  | 5  | −1 | 5 |
| 4. | Брюгге        | 4 | 0 | 3 | 1 | 2  | 3  | −1 | 3 |
| 5. | Русенборг     | 4 | 0 | 2 | 2 | 1  | 8  | −7 | 2 |

| 23 жовтня 2008    |     |               |
| ФК Копенгаген     | 1:3 | Сент-Етьєнн   |
| Русенборг         | 0:0 | Брюгге        |
| 6 листопада 2008  |     |               |
| Сент-Етьєнн       | 3:0 | Русенборг     |
| Валенсія          | 1:1 | ФК Копенгаген |
| 27 листопада 2008 |     |               |
| Брюгге            | 1:1 | Сент-Етьєнн   |
| Русенборг         | 0:4 | Валенсія      |
| 4 грудня 2008     |     |               |
| Валенсія          | 1:1 | Брюгге        |
| ФК Копенгаген     | 1:1 | Русенборг     |
| 17 грудня 2008    |     |               |
| Брюгге            | 0:1 | ФК Копенгаген |
| Сент-Етьєнн       | 2:2 | Валенсія      |

| М  | Команда     | І | В | Н | П | МЗ | МП | РМ | О  |
| -- | ----------- | - | - | - | - | -- | -- | -- | -- |
| 1. | ЦСКА Москва | 4 | 4 | 0 | 0 | 12 | 5  | +7 | 12 |
| 2. | Депортіво   | 4 | 2 | 1 | 1 | 5  | 4  | +1 | 7  |
| 3. | Лех         | 4 | 1 | 2 | 1 | 5  | 5  | 0  | 5  |
| 4. | Нансі       | 4 | 1 | 1 | 2 | 8  | 7  | +1 | 4  |
| 5. | Фейєноорд   | 4 | 0 | 0 | 4 | 1  | 10 | −9 | 0  |

| 23 жовтня 2008    |     |             |
| Нансі             | 3:0 | Фейєноорд   |
| ЦСКА Москва       | 3:0 | Депортіво   |
| 6 листопада 2008  |     |             |
| Фейєноорд         | 1:3 | ЦСКА Москва |
| Лех               | 2:2 | Нансі       |
| 27 листопада 2008 |     |             |
| Депортіво         | 3:0 | Фейєноорд   |
| ЦСКА Москва       | 2:1 | Лех         |
| 4 грудня 2008     |     |             |
| Лех               | 1:1 | Депортіво   |
| Нансі             | 3:4 | ЦСКА Москва |
| 17 грудня 2008    |     |             |
| Депортіво         | 1:0 | Нансі       |
| Фейєноорд         | 0:1 | Лех         |

## Плей-оф
| 1/16 фіналу       | 1/16 фіналу | 1/16 фіналу | 1/16 фіналу |  |                | 1/8 фіналу         | 1/8 фіналу | 1/8 фіналу | 1/8 фіналу |  |  | Чвертьфінал    | Чвертьфінал | Чвертьфінал | Чвертьфінал |  |  | Півфінал       | Півфінал | Півфінал | Півфінал |  |  | Фінал  | Фінал |
|                   |             |             |             |  |                |                    |            |            |            |  |  |                |             |             |             |  |  |                |          |          |          |  |  |        |       |
| ПСЖ               | 2           | 3           | 5           |  |                |                    |            |            |            |  |  |                |             |             |             |  |  |                |          |          |          |  |  |        |       |
| Вольфсбург        | 0           | 1           | 1           |  |                | ПСЖ                | 0          | 1          | 1          |  |  |                |             |             |             |  |  |                |          |          |          |  |  |        |       |
| Брага             | 3           | 1           | 4           |  | Брага          | 0                  | 0          | 0          |            |  |  |                |             |             |             |  |  |                |          |          |          |  |  |        |       |
| Стандард          | 0           | 1           | 1           |  |                |                    |            |            |            |  |  | ПСЖ            | 0           | 0           | 0           |  |  |                |          |          |          |  |  |        |       |
| Динамо Київ (ч)   | 1           | 2           | 3           |  |                |                    |            |            |            |  |  | Динамо Київ    | 0           | 3           | 3           |  |  |                |          |          |          |  |  |        |       |
| Валенсія          | 1           | 2           | 3           |  |                | Динамо Київ (ч)    | 1          | 2          | 3          |  |  |                |             |             |             |  |  |                |          |          |          |  |  |        |       |
| Сампдорія         | 0           | 0           | 0           |  | Металіст       | 0                  | 3          | 3          |            |  |  |                |             |             |             |  |  |                |          |          |          |  |  |        |       |
| Металіст          | 1           | 2           | 3           |  |                |                    |            |            |            |  |  |                |             |             |             |  |  | Динамо Київ    | 1        | 1        | 2        |  |  |        |       |
| Астон Вілла       | 1           | 0           | 1           |  |                |                    |            |            |            |  |  |                |             |             |             |  |  | Шахтар Донецьк | 1        | 2        | 3        |  |  |        |       |
| ЦСКА Москва       | 1           | 2           | 3           |  |                | ЦСКА Москва        | 1          | 0          | 1          |  |  |                |             |             |             |  |  |                |          |          |          |  |  |        |       |
| Шахтар Донецьк    | 2           | 1           | 3           |  | Шахтар Донецьк | 0                  | 2          | 2          |            |  |  |                |             |             |             |  |  |                |          |          |          |  |  |        |       |
| Тоттенгем Готспур | 0           | 1           | 1           |  |                |                    |            |            |            |  |  | Шахтар Донецьк | 2           | 2           | 4           |  |  |                |          |          |          |  |  |        |       |
| Марсель (п)       | 0           | 1           | 1(7)        |  |                |                    |            |            |            |  |  | Марсель        | 0           | 1           | 1           |  |  |                |          |          |          |  |  |        |       |
| Твенте            | 1           | 0           | 1(6)        |  |                | Марсель            | 2          | 2          | 4          |  |  |                |             |             |             |  |  |                |          |          |          |  |  |        |       |
| Фіорентина        | 0           | 1           | 1           |  | Аякс           | 2                  | 1          | 3          |            |  |  |                |             |             |             |  |  |                |          |          |          |  |  |        |       |
| Аякс              | 1           | 1           | 2           |  |                |                    |            |            |            |  |  |                |             |             |             |  |  |                |          |          |          |  |  | Шахтар | 2     |
| Вердер (ч)        | 1           | 2           | 3           |  |                |                    |            |            |            |  |  |                |             |             |             |  |  |                |          |          |          |  |  | Вердер | 1     |
| Мілан             | 1           | 2           | 3           |  |                | Вердер             | 1          | 2          | 3          |  |  |                |             |             |             |  |  |                |          |          |          |  |  |        |       |
| Олімпіакос        | 1           | 1           | 2           |  | Сент-Етьєнн    | 0                  | 2          | 2          |            |  |  |                |             |             |             |  |  |                |          |          |          |  |  |        |       |
| Сент-Етьєнн       | 2           | 3           | 5           |  |                |                    |            |            |            |  |  | Вердер         | 3           | 3           | 6           |  |  |                |          |          |          |  |  |        |       |
| Лех               | 2           | 1           | 3           |  |                |                    |            |            |            |  |  | Удінезе        | 1           | 3           | 4           |  |  |                |          |          |          |  |  |        |       |
| Удінезе           | 2           | 2           | 4           |  |                | Удінезе            | 2          | 0          | 2          |  |  |                |             |             |             |  |  |                |          |          |          |  |  |        |       |
| Зеніт             | 2           | 2           | 4           |  | Зеніт          | 0                  | 1          | 1          |            |  |  |                |             |             |             |  |  |                |          |          |          |  |  |        |       |
| Штутгарт          | 1           | 1           | 2           |  |                |                    |            |            |            |  |  |                |             |             |             |  |  | Вердер         | 0        | 3        | 3        |  |  |        |       |
| НЕК Неймеген      | 0           | 0           | 0           |  |                |                    |            |            |            |  |  |                |             |             |             |  |  | Гамбург        | 1        | 2        | 3        |  |  |        |       |
| Гамбург           | 3           | 1           | 4           |  |                | Гамбург            | 1          | 3          | 4          |  |  |                |             |             |             |  |  |                |          |          |          |  |  |        |       |
| Бордо             | 0           | 3           | 3           |  | Галатасарай    | 1                  | 2          | 3          |            |  |  |                |             |             |             |  |  |                |          |          |          |  |  |        |       |
| Галатасарай       | 0           | 4           | 4           |  |                |                    |            |            |            |  |  | Гамбург        | 3           | 1           | 4           |  |  |                |          |          |          |  |  |        |       |
| Копенгаген        | 2           | 1           | 3           |  |                |                    |            |            |            |  |  | Манчестер Сіті | 1           | 2           | 3           |  |  |                |          |          |          |  |  |        |       |
| Манчестер Сіті    | 2           | 2           | 4           |  |                | Манчестер Сіті (п) | 2          | 0          | 2(4)       |  |  |                |             |             |             |  |  |                |          |          |          |  |  |        |       |
| Ольборг           | 3           | 3           | 6           |  | Ольборг        | 0                  | 2          | 2(3)       |            |  |  |                |             |             |             |  |  |                |          |          |          |  |  |        |       |
| Депортіво         | 0           | 1           | 1           |  |                |                    |            |            |            |  |  |                |             |             |             |  |  |                |          |          |          |  |  |        |       |

### 1/16 фіналу
Жеребкування 1/16 фіналу відбулося 19 грудня 2008 року, через день після закінчення групового етапу. Жеребкування проводили секретар УЄФА Девід Тейлор та посол Туреччини в УЄФА Кен Барту. Переможці груп були зведені в пари з командами які зайняли треті місця в інших квінтетах. Суперниками клубів що зайняли другі місця в групах стали команди які потрапили в Кубок УЄФА після групового етапу Ліги чемпіонів УЄФА. Переможці та команди які зайняли другі місця в групах проводили матчі відповіді на домашніх стадіонах. Представники однієї асоціації на цьому етапі зустрічатись не могли. Перші матчі були проведені 18 та 19 лютого, матчі-відповіді — 26 лютого.
| Команда 1      | Заг.        | Команда 2         | 1-й матч | 2-й матч |
| -------------- | ----------- | ----------------- | -------- | -------- |
| ПСЖ            | 5:1         | Вольфсбург        | 2:0      | 3:1      |
| Копенгаген     | 3:4         | Манчестер Сіті    | 2:2      | 1:2      |
| НЕК Неймеген   | 0:4         | Гамбург           | 0:3      | 0:1      |
| Сампдорія      | 0:3         | Металіст          | 0:1      | 0:2      |
| Брага          | 4:1         | Стандард          | 3:0      | 1:1      |
| Астон Вілла    | 1:3         | ЦСКА Москва       | 1:1      | 0:2      |
| Лех            | 3:4         | Удінезе           | 2:2      | 1:2      |
| Олімпіакос     | 2:5         | Сент-Етьєнн       | 1:3      | 1:2      |
| Фіорентина     | 1:2         | Аякс              | 0:1      | 1:1      |
| Ольборг        | 6:1         | Депортіво         | 3:0      | 3:1      |
| Вердер         | 3:3 (ч)     | Мілан             | 1:1      | 2:2      |
| Бордо          | 3:4         | Галатасарай       | 0:0      | 3:4      |
| Динамо Київ    | 3:3 (ч)     | Валенсія          | 1:1      | 2:2      |
| Зеніт          | 4:2         | Штутгарт          | 2:1      | 2:1      |
| Марсель        | 1:1 (7:6 п) | Твенте            | 0:1      | 1:0      |
| Шахтар Донецьк | 3:1         | Тоттенгем Готспур | 2:0      | 1:1      |

### 1/8 фіналу
Жеребкування 1/8 фіналу відбулося 19 грудня 2008 року, відразу після жеребкування 1/16 фіналу. Кожен матч 1/16 фіналу був пронумерований і команди в жеребкуванні називались «Переможець матчу 1», «Переможець матчу 1» і так далі. Ігри 1/8 фіналу відбудуться 12 березня (перші) та 18/19 березня (матчі-відповіді). Правило про те, що команди із однієї асоціації не можуть грати між собою, на даному етапі змагання не діяло.
| Команда 1      | Заг.        | Команда 2      | 1-й матч | 2-й матч |
| -------------- | ----------- | -------------- | -------- | -------- |
| Вердер         | 3:2         | Сент-Етьєнн    | 1:0      | 2:2      |
| ЦСКА Москва    | 1:2         | Шахтар Донецьк | 1:0      | 0:2      |
| Удінезе        | 2:1         | Зеніт          | 2:0      | 0:1      |
| ПСЖ            | 1:0         | Брага          | 0:0      | 1:0      |
| Динамо Київ    | 3:3 (ч)     | Металіст       | 1:0      | 2:3      |
| Манчестер Сіті | 2:2 (4:3 п) | Ольборг        | 2:0      | 0:2 (о)  |
| Марсель        | 4:3         | Аякс           | 2:1      | 2:2 (о)  |
| Гамбург        | 4:3         | Галатасарай    | 1:1      | 3:2      |

### Чвертьфінал
Жеребкування фінальних раундів змагання пройшло 20 березня 2009 року. Перші матчі чвертьфіналу відбулися 9 квітня, другі — 16 квітня.
| Команда 1 | Заг. | Команда 2      | 1-й матч | 2-й матч |
| --------- | ---- | -------------- | -------- | -------- |
| Гамбург   | 4:3  | Манчестер Сіті | 3:1      | 1:2      |
| ПСЖ       | 0:3  | Динамо         | 0:0      | 0:3      |
| Шахтар    | 4:1  | Олімпік        | 2:0      | 2:1      |
| Вердер    | 6:4  | Удінезе        | 3:1      | 3:3      |

### Півфінал
Перші матчі півфіналу відбулися 30 квітня, матчі-відповіді — 7 травня.
| Команда 1 | Заг. | Команда 2 | 1-й матч | 2-й матч |
| --------- | ---- | --------- | -------- | -------- |
| Вердер    | 3:3  | Гамбург   | 0:1      | 3:2      |
| Динамо    | 2:3  | Шахтар    | 1:1      | 1:2      |

## Фінал
Фінал Кубка УЄФА 2008/2009 пройшов 20 травня 2009 року на стадіоні «Шюкрю Сараджоглу» в Стамбулі, Туреччина. Це був перший фінал Кубка УЄФА проведений в Туреччині. З рахунком 2:1 переміг Шахтар.
| 20 травня 2009 20:45 |

| Шахтар                      | 2:1      | Вердер    |
| --------------------------- | -------- | --------- |
| Луїс Адріану 25' Жадсон 97' | Протокол | Налдо 35' |

| Шюкрю Сараджоглу, Стамбул Глядачів: 37 357 Арбітр: Луїс Медіна Кантальєхо (Іспанія) |

| Переможець Кубка УЄФА 2008—2009 |
| ------------------------------- |
| Україна                         |
|                                 |
| Шахтар Донецьк Вперше           |

## Бомбардири
| Місце | Ім’я              | Команда     | Голів забито |
| ----- | ----------------- | ----------- | ------------ |
| 1     | Вагнер Лав        | ЦСКА        | 11           |
| 2     | Івіца Оліч        | Гамбург     | 9            |
| 3     | Фабіо Квальярелла | Удінезе     | 8            |
| 4     | Дієго             | Вердер      | 6            |
| 4     | Луїс Агуяр        | Брага       | 6            |
| 4     | Маріо Гомес       | Штутгарт    | 6            |
| 4     | Пегі Луїндула     | ПСЖ         | 6            |
| 7     | Клаудіо Пісарро   | Вердер      | 5            |
| 7     | Мілан Барош       | Галатасарай | 5            |
| 7     | Діогу             | Олімпіакос  | 5            |
| 7     | Ілан              | Сент-Етьєнн | 5            |
| 7     | Альберт Мейонг    | Брага       | 5            |
| 7     | Младен Петріч     | Гамбург     | 5            |
| 7     | Ернан Ренгіфо     | Лех         | 5            |
| 7     | Луїс Суарес       | Аякс        | 5            |

Джерело: UEFA Cup — Top Scorers — 2008/09 [Архівовано 4 червня 2009 у Wayback Machine.]